# Steinkiste von Bergsjön
Die Steinkiste von Bergsjön steht neben der Wohnbebauung in der Straße Siriusgatan in Bergsjön, einem nördlichen Vorort von Göteborg in Västra Götalands län, Schweden.
Die megalithische Steinkiste (schwedisch Hällkiste) wurde während des Neolithikums (1800–1500 v. Chr.) als Kollektivgrab der bäuerlichen Bevölkerung errichtet. Erhalten sind mehrere, nicht zusammenhängend stehende und liegende Tragsteine sowie eine große verkippte Deckenplatte. Die Steinkiste liegt mit Blick auf das ehemalige Gärdsås Moor, dessen Umgebung für die Steinzeitbauern wahrscheinlich wichtig war.